# Захарьин-Кошкин, Роман Юрьевич
Рома́н Ю́рьевич Заха́рьин-Ко́шкин (ум. 16 февраля 1543) — окольничий и воевода, родоначальник Романовых, сын боярина Юрия Захарьевича Кошкина. Отец первой жены Ивана Грозного Анастасии Романовны Захарьиной-Юрьевой и Никиты Романовича Захарьина-Юрьева — основателя династии Романовых, дед царя Фёдора Ивановича и Фёдора Никитича Романова — патриарха Филарета.

## Биография
Сведения о его жизни очень немногочисленны. По некоторым источникам, он имел чин окольничего. Роман упоминается в разрядах в качестве воеводы в 1532 и в 1535 годах. В дальнейшем он назначений не получал.

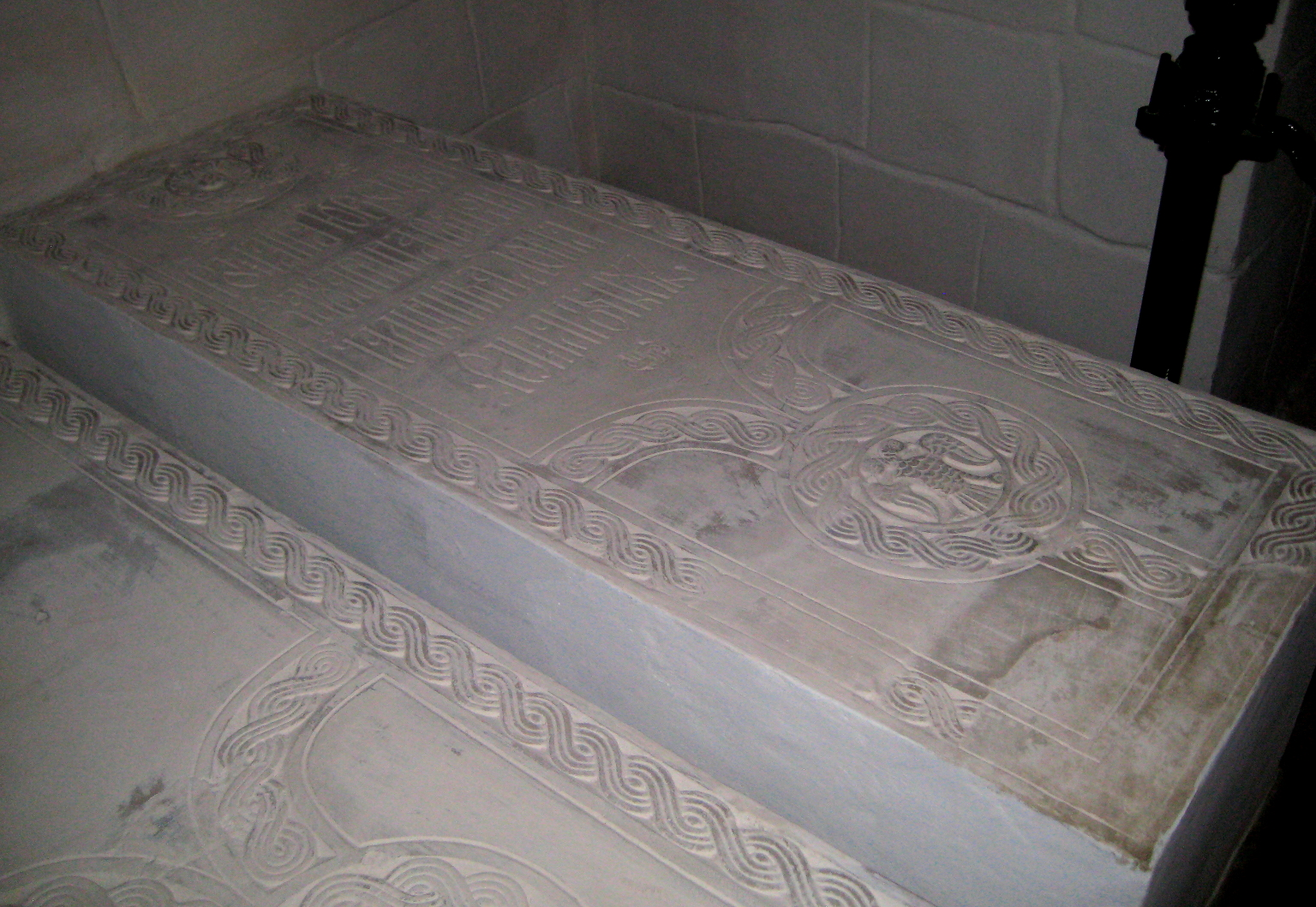
Надгробие Романа Юрьевича

Роман умер 16 февраля 1543 года. Погребён в фамильном склепе в подклете Преображенского собора Новоспасского монастыря. Исследования скелета Романа Юрьевича показали, что он имел рост 178—183 см и страдал болезнью Педжета (патологический процесс костной системы, вызванный нарушением внутрикостного обмена веществ). Александр Борисович Широкорад считает, что именно из-за болезни после 1535 года Роман выбыл из службы.
По сохранившемуся черепу выполнен рисунок, восстанавливающий внешность.
От отца Роман унаследовал деревянный терем, который размещался рядом с церковью святого Георгия на Дмитровке.

## Брак и дети
Был женат, по некоторым предположениям, дважды (имя его первой жены неизвестно, либо она не существовала). Мать его дочери, будущей царицы, — Ульяна Фёдоровна, в иночестве Анастасия (в родословцах её фамилия не указывается). Была ли Ульяна матерью всех пяти известных его детей, неясно: по некоторым предположениям, только последнего ребёнка, дочери Анастасии. Дети:
- Далмат Романович (ум. сентябрь 1545[7] или 5 октября 1543[8]), бездетен;
- Данила Романович (ум. 27 октября 1564), окольничий в 1547—1549 годах, дворецкий с 1547 года, боярин с 1549, воевода;
- Никита Романович (ок. 1522—23 апреля 1585 или 1586), окольничий в 1558/1559—1562/1563, боярин с 1562/1563, дворецкий с 1565/1566 года, родоначальник Романовых;
- Анна Романовна; муж: князь Василий Андреевич Сицкий (ум. 22 октября 1578), окольничий в 1559—1568 годах, боярин с 1568, опричник;
- Анастасия Романовна (1530/1532 — 7 августа 1560); муж: с 3 февраля 1547 Иван IV Васильевич Грозный (25 августа 1530 — 18 марта 1584), великий князь Московский и Всея Руси с 1533 года, царь Всея Руси с 1547 года.

## Комментарии
1. ↑  С. Б. Веселовский пишет, что Роман в думу не попал[3]
2. ↑  С. Б. Веселовский указывает 1531/1532 и 1536/1537 года[3].
3. ↑  А. Б. Широкорад приводит дату 10 февраля[5].